# يوم انفجرت الأرض: فلم لوني تونز
يوم انفجرت الأرض: فيلم لوني تونز (بالإنجليزية: The Day the Earth Blew Up: A Looney Tunes Movie) فيلم رسوم متحركة أمريكي من نوع الخيال العلمي الكوميدي، صدر عام 2024، من إنتاج وارنر براذرز أنيميشن. أخرجه بيتر براونغاردت في أول تجربة إخراجية له، وهو فيلم مشتق من سلسلة رسوم لوني تونز الكرتونية التي طورها براونغاردت، وهو أول فيلم رسوم متحركة بالكامل يُعرض في دور العرض ضمن سلسلة لوني تونز، ويتكون من مواد أصلية بالكامل. يشارك في أداء أصوات الفيلم كل من إريك باوزا، كاندي ميلو وبيتر ماكنيكول. يتتبع الفيلم دافي داك وبوركي بيغ في محاولتهما إنقاذ الأرض من مخطط فضائي قائم على العلكة.

## قصة
يكتشف عالم كويكبًا متجهًا نحو الأرض، ثم يكتشف جسمًا طائرًا مجهول الهوية يندفع بمحاذاة الكويكب، ليختفيا عندما يخرج لاستكشافه.
قبل سنوات، نشأ دافي داك وبوركي بيغ على يد مزارع يُدعى جيم، الذي ترك لهما كل شيء في يوم من الأيام واعدًا إياهما بالبقاء معًا. في الوقت الحاضر، يفشل دافي وبوركي في فحص منزلهما عندما تشير صاحبة المنزل، السيدة غريشت، إلى ثقب ضخم في سقفهما (والذي، كما تصادف، قد ضربه الجسم الطائر المجهول). مع ضيق الوقت لإصلاح منزلهما قبل إدانته، يضطر الثنائي إلى توفير المال لدفع تكاليف الإصلاحات. بعد طردهما من وظائف متعددة بسبب تصرفات دافي الغريبة، يلتقي الثنائي ببيتونيا بيغ، وهي عالمة تعمل في مصنع علكة غودي غام وتحاول إيجاد النكهة المثالية. تعرض عليهما وظيفة في المصنع ويقبلان.
بعد انتهاء نوبتهم الأولى دون مشاكل، اكتشف دافي أن العالم يسكب مادة لزجة خضراء في مخزن العلكة. أدرك دافي أن المادة اللزجة هي نفس البقايا الغريبة التي وُجدت في فتحة سقف منزلهم، فحاول تنبيه بوركي، لكنه تجاهلها معتبراً إياها جنوناً. سرعان ما أُطلقت نكهة العلكة الجديدة عالمياً، وأدرك دافي أن كل من يمضغ العلكة يتحول إلى زومبي. حاول تحذير الجمهور في حفل الإطلاق، لكنه لم يُعتقل إلا عندما لم يُصدقه أحد؛ ونتيجة لذلك، طُرد هو وبوركي.
بعد أن أنقذ بوركي المحبط دافي من السجن بكفالة، التقى الثنائي ببتونيا مجدداً. طلب منها دافي التحقيق في عينة علكة، واكتشفت أن غازياً فضائياً مسؤولاً عن تلويث العلكة. حوّل الغازي العلكة إلى وحش واعٍ ليمنع الثلاثة من إحباط خططه، لكنهم تمكنوا من هزيمته. بعد أن خطرت لهم فكرة، وضع الثلاثة خطة لرش الناس بمستخلص بيض بتونيا الفاسد لجعلهم يبصقون العلكة ويحرقونها في الهواء. خشي بوركي أن يقف دافي في طريقهم، فأمره بالبقاء ووضع البيض لإنتاج المزيد من المستخلص.
نجح بوركي وبيتونيا، إلى أن قرر دافي التدخل ومحاولة الرد أيضًا، مما تسبب في تدميره لأسلحتهم عن طريق الخطأ. أُسرت بتونيا، بينما اختطف الغازي بوركي ودافي. وبعد أن أصبح جميع سكان الأرض تحت سيطرته، بدأ الغازي الخطوة الثانية في خطته، والتي تطلب من الجميع نفخ فقاعة كبيرة بما يكفي لتغليف الكوكب بأكمله. تصالح دافي وبوركي وهربا من الحبس، وتمكنا من تحرير بتونيا والعالم أيضًا وتفجير الفقاعة.
ومع ذلك، اتضح أن الغازي كان يحاول حماية الأرض، حيث لا يزال الكويكب من قبل يندفع نحو الكوكب؛ كانت خطته استخدام فقاعة العلكة كدرعٍ لصد الكويكب، منقذًا الأرض وموردها الثمين من شاي بوبا الذي يُقدّره كثيرًا. تذكر الثلاثة علكة بتونيا المتفجرة، فدخلوا، بمساعدة الغازي والعالم، نقطة ضعف في الكويكب ووضعوا فائضًا من العلكة قرب بلورة كبيرة، حيث ستمضغها أسنانٌ ميكانيكيةٌ جديدةٌ زائدة. عندما انقلبت الأسنان عن طريق الخطأ، أمر بوركي دافي بالجنون، فتسببت تصرفاته الغريبة في سقوط بلورات الهوابط ومضغ العلكة. ومع ذلك، عندما حاول الثلاثة الهرب، علق دافي، ورفض بوركي مغادرته. انفجر الكويكب قبل أن يصطدم بالأرض، وافترض الجميع موت دافي وبوركي. بينما يحتفل الجميع على الأرض، يُكشف نجاة دافي وبوركي بعد هبوطهما على الأرض ملتصقين ببلورة كويكب كبيرة، مما أسعد بتونيا التي قبلت بوركي واكتشفت أيضًا أن البلورات هي المكون المفقود الذي احتاجته طوال هذا الوقت لصنع نكهة العلكة المثالية. وبينما يتفحص دافي وبوركي منزلهما المدمر، تكتشف بوركي أن جيم ترك لهما، خلف صورة عائلية احتفظ بها سابقًا، عقد تأمين على المنزل بقيمة 5 ملايين دولار، مما سمح لهما بإعادة بنائه. تعود السيدة غريشت لجزء ثانٍ، لكن بوركي ودافي وبيتونيا يعرضون عليها قصرهم الجديد، وفي خيبة أمل، ينفجر رأسها.
في مشهد ما بعد شارة النهاية، يحاول بوركي قول جملة "هذا كل شيء يا رفاق!"، لكن دافي يقاطعه ويطلب منه ترك الفيلم مفتوحًا لجزء ثانٍ.

## طاقم صوتي
- إريك باوزا بدور دافي داك وبوركي بيغ
- كاندي ميلو بدور بتونيا بيغ والسيدة العجوز
- بيتر ماكنيكول بدور الغازي
- فريد تاتاسكيوري بدور المزارع جيم والعالم
- لارين نيومان بدور السيدة غريشت
- واين نايت بدور العمدة
- روث كلامبيت بدور النادلة مود
- أندرو كيشينو بدور مدير الطابق
- كيمبرلي بروكس بدور حاسوب المركبة الفضائية وزبونة في مقهى
- كيث فيرغسون بدور تشيوي
- كارلوس ألازراكوي بدور مذيع الأخبار وغاري
- رايتشل بوتيرا بدور فتى المدينة
- بيتر براونغاردت بدور جو وبولي، عامل الأسقف
- نيك سيموتاس بدور مسؤول جمهور المسرح وعالم النكهات

## وصلات خارجية
- مقالات تستعمل روابط فنية بلا صلة مع ويكي بيانات